# Ilse van der Meijden
Ilse Suzanne van der Meijden (Baarn, 22 ottobre 1988) è una pallanuotista olandese, vincitrice di una medaglia d'oro ai giochi olimpici di Pechino 2008. Gioca attualmente nella Varese Olona Nuoto nel ruolo di portiere.